# Каменка (аэродром, Днепр)
Ка́менка — спортивный аэродром в Днепре, расположенный в 10 км севернее центра города, за пределами жилого массива Левобережный-3 (северо-западней массива). 
На аэродроме базировался Днепропетровский авиационный спортивный клуб.
Аэродром Каменка был предназначен для проведения учебно-тренировочных полётов, подготовки пилотов самолётов, вертолётов, планеров, полётов на мотодельтапланах, выполнения прыжков с парашютом.
В период выполнения полётов аэродром был открыт для взлёта и посадки всех воздушных судов массой до 5700 кг.
Размер лётного поля 1230×1150 м (прямоугольная форма). Покрытие — грунт. Травяной покров — многолетние травы. В период летних дождей сохранял необходимую плотность для выполнения полётов легкомоторной авиации.
Полёты на аэродроме «Каменка» выполнялись при благоприятных погодных условиях в светлое время суток - как правило, летом это время с 6:00 утра и до 19:00 вечера. Снижение и заход на посадку выполнялись визуально по разрешению РП.
Во время полномасштабной войны был сильно повреждён, и на текущий момент находится не в эксплутационном состоянии.

## Аэродром рядом с жилым массивом
Аэродром находится северо-западней жилого массива Левобережный-3 в 2,5 километрах от него.
Если идти от центра массива до аэродрома, то путь составит почти 3,5 км.

## Парашютное звено. Планерное звено. Мотодельтапланерное звено
На аэродроме работали Планерное и Парашютное звенья (ещё ранее работало Мотодельтапланерное звено, сейчас о нём ничего не упоминается), цель работы которых состояла в обучении парашютному и планерному спорту.

## Парапланерное звено
С 2011 года на аэродроме работало Парапланерное звено, затяжки спортсменов производились на гидроактивной лебедке.

## Лётно-прыжковый сезон
Лётно-прыжковый сезон стартовал в апреле, а заканчивался в конце сентября каждого года.
Рабочий день лётно-прыжкового сезона начинался в 6:00 утра и заканчивался в 17:00-19:00 вечера.
В эти дни проводились полёты на планерах «Бланик», «Янтарь», запускаемых самолётом-тягачом «Вильга-35а» в небо, проводились полёты на спортивном самолёте «Як-52», а также производились прыжки с парашютами с самолётов «Ан-2».

## Лётно-прыжковый сезон: Парашютный спорт
Парашютные прыжки выполнялись учениками клуба, мастерами, иногда военными «гвардейцами», а также при желании любителями, за определённую плату после проведённого инструктажа и при наличии определённых справок о здоровье.
Используемые типы парашютов: Д-5, Д-1-5у.
Профессионалы использовали парашют «крыло».
В небо парашютистов поднимали самолёты «Ан-2».
Прыжки производились на различной высоте, начиная от 100 метров и заканчивая большой высотой для выполнения затяжных прыжков с парашютом «крылом» по команде пилота.

Посадка «гвардейцев» Лето 2009. Каменка.
Парашютисты на а. Каменка. 2009

## Лётно-прыжковый сезон: Планерный спорт
Планерные полёты производились в основном учениками клуба и профессионалами.
При полётах в основном использовались планеры Бланик и Янтарь.
В небо планер поднимал самолёт Вильга-35а посредством соединения троссом, после чего на большой высоте трос отцепляли, самолёт резко пикировал и заходил на посадку, а планер в тёплых воздушных потоках кружил над аэродромом.
Полёты производились при хорошей тёплой погоде без сильного ветра.

## Лётно-прыжковый сезон: искусство пилотирования на Як-52
Во время летно-прыжкового сезона, очень часто в небо над аэродромом поднимался спортивно-тренировочный самолёт Як-52 с «мастером воздушного боя», летчиком-асом.
Во время полёта лётчик выполнял множество захватывающих трюков (фигуры высшего пилотажа), в числе которых Штопор, Мёртвая петля, Бочка и многие др.
Это вызывало большой интерес у публики жилого района.

## В настоящее время
На территории построена специальная автомобильная трасса для соревнований автомоделей класса 1-6.
В конце 2012 – начале 2013 годов недвижимость по адресу аэродрома Каменка признали коммунальной собственностью.
Долгое время аэродром был во владении общественной организации. В марте 2018 года участок с недвижимостью аэродрома Каменка по решению суда общественников обязали вернуть громаде Днепра.